# カデーナ・セール
カデーナ・セール（スペイン語: Cadena SER）は、スペイン・マドリードに拠点を置くラジオ局。

## 特色
スペイン全土で放送を聞くことができる。スペイン語、カタルーニャ語、ガリシア語、バスク語で放送を行っている。「SER」とはスペインラジオ放送協会（Sociedad Española de Radiodifusión）の略である。
一般紙の『エル・パイス』、スポーツ紙の『アス』、経済紙の『シンコ・ディアス』、専門テレビ局のプリサTVなどとともに、メディア・コングロマリットであるプリサグループの傘下にある。

## 歴史

### 黎明期
1924年11月14日にはラジオ・バルセロナが設立された。ミゲル・プリモ・デ・リベラ将軍から公式に放送許可を取得したスペイン初のラジオ局である。1925年にはラジオ・マドリードが設立された。ラジオ・セビリア、ラジオ・ビルバオ、ラジオ・サラマンカなども含めて、1927年までにウニオン・ラジオとして統合され、マドリードに主要な番組製作センターが置かれた。1931年から1939年のスペイン第二共和政において、ウニオン・ラジオはスペイン唯一の全国ラジオ局だった。1940年9月25日、ウニオン・ラジオの所有権は新設されたスペインラジオ放送協会に譲渡され、ラジオ局はカデーナ・セールに改称された。

### 民主化後
1975年にはスペイン政府がカデーナ・セールの株式の25%を取得した。1975年11月20日のフランシスコ・フランコ死去後、特に1981年2月23日のクーデター未遂事件である23-Fの際には重要な役割を果たした。1984年にはプリサグループが残りの株式の大半を取得した。フェリペ・ゴンサレス首相時代の1992年、スペイン政府が所有していた株式が民間（実質的にはプリサ）に売却された。2004年3月11日のマドリード列車爆破テロ事件の際にも重要な役割を果たした。